# Taylorsville (Mississippi)
Taylorsville é uma cidade  localizada no estado americano de Mississippi, no Condado de Smith.

## Demografia
Segundo o censo americano de 2000, a sua população era de 1341 habitantes.
Em 2006, foi estimada uma população de 1282, um decréscimo de 59 (-4.4%).

## Geografia
De acordo com o United States Census Bureau tem uma área de
9,5 km², dos quais 9,5 km² cobertos por terra e 0,0 km² cobertos por água. Taylorsville localiza-se a aproximadamente 90 m acima do nível do mar.

## Localidades na vizinhança
O diagrama seguinte representa as localidades num raio de 24 km ao redor de Taylorsville.